# Mesoleptus lepidus
Mesoleptus lepidus là một loài tò vò trong họ Ichneumonidae.